# 훙산 문화
홍산 문화(중국어 간체자: 红山文化, 정체자: 紅山文化, 병음: hóngshān wénhuà)는 현대 중화인민공화국 랴오닝성과 내몽고에 걸친 서요하 유역에 존재했던 신석기 시대의 문화이다. 여러 설이 있지만 양쯔강 유역에서 기원되었다는 설이 유력하다.
현재의 중화인민공화국 랴오닝 성 일대의 요동 지역을 기반으로 하고 있다. 홍산 문화의 큰 특징인 빗살무늬 토기는 한반도 전역에 발견되는 빗살무늬 토기와 같고 적성총이라는 특이한 문화 그리고 옥기(玉器)는 한반도 강원도 고성군 패총에서 출토된 옥 귀걸이(7천 년 전)와 전남 여수 안도리(6천 년 전) 등에서 발견된 옥 장신구, 귀걸이와 유사점이 있어 고조선 등 한반도 초기 역사와 관련이 있을 것으로 주목받고 있다.
홍산문화는 1908년 일본의 인류학자 도리이 류조(鳥居 龍蔵)에 의해 처음 발견되었는데, 연대는 기원전 4700년 ~ 기원전 2900년 경으로 지금까지 퉁화시(通化市), 츠펑(赤峰, 발견 당시엔 열하성), 링위안(凌源), 젠핑(建平), 차오양(朝陽) 등 500여곳의 유적을 찾아내어, 발견 지역은 만주 지역 퉁화시, 옌산산맥의 북쪽 랴오허 지류의 랴오허 상류 부근에 널리 퍼져 있다.
홍산 문화는 옥(玉) 문명으로 유명하며 홍산 문명이라고도 한다. 중국 학계는 1980년대부터 본격적인 발굴을 하면서 싱룽와 문화(興隆窪文化), 훙산 문화, 자오바오거우 문화(趙寶溝文化), 신러 문화(新樂遺跡)등으로 이어지는 요하 일대의 신석기문화를 문화(culture)의 단계를 넘어선 새로운 문명(civilization)으로 간주하여 '랴오허 문명'으로 명명하여 부르고 있다.

## 신석기/청동기 요령지역 문화와 주요 유적
| 형성시기                      | 한글                                        | 한자                     | 위치                                         |
| ----------------------------- | ------------------------------------------- | ------------------------ | -------------------------------------------- |
| 기원전 8000년 ~ 기원전 7000년 | 신석기시대(新石器時代) 신낙 문화 유적       | 新樂 文化(신러)          | 랴오닝성 선양시 북부 지역                    |
| 기원전 7000년 ~ 기원전 6500년 | 신석기시대 소하서 문화 유적                 | 小河西 文化              | 내몽골 츠펑 시 아오한 기 지역                |
| 기원전 6200년 ~ 기원전 5200년 | 신석기시대 흥륭와 문화 유적                 | 興隆洼 文化(싱룽와)      | 내몽골 츠펑 시 아오한 기 지역                |
| 기원전 5200년 ~ 기원전 5000년 | 신석기시대 부하 문화 유적                   | 富河 文化                | 내몽골 츠펑 시 아오한 기 부하 유역           |
| 기원전 5000년 ~ 기원전 4400년 | 신석기시대 조보구 문화 유적                 | 趙宝溝文化(자오바오거우) | 내몽골 난하 계곡과 요서 북부                 |
| 기원전 4500년 ~ 기원전 3000년 | 신석기시대 훙산 문화 유적                   | 紅山文化(훙산)           | 만주, 요동, 요서, 내몽골                     |
| 기원전 3000년 ~ 기원전 2000년 | 동석병용시대(銅石倂用時代) 소하연 문화 유적 | 小河沿 文化              | 내몽골 츠펑 시 아오한 기 소하연 유역         |
| 기원전 2000년 ~ 기원전 1500년 | 초기 청동기시대 하가점 하층 문화 유적       | 夏家店 下層 文化         | 내몽골 츠펑 시 아오한 기 맹극하(孟克河) 유역 |

## 위치
내몽골자치구 츠펑 시에는 홍산(화염산(火焰山)으로도 불림)이 있다. 만주 지역에서 시작한 신락 문명이 이곳으로 펴져 나가 이 곳을 중심으로 한 광범위한 지역에서 옥기가 발견돼 홍산옥기(紅山玉器)라 하였고 중국에서 보기에 홍산 뒤쪽에서 발견되었기에 내몽고 자치구의 츠펑 시에 있는 홍산 호우(红山 後, 홍산 후) 유적이라고 이름이 붙여졌다. 현재의 내몽골 자치구 동남부, 랴오닝성 서부와 중부, 동부에 해당된다.

## 역사
현재의 명칭은 내몽고 자치구의 츠펑 시에 있는 홍산 호우(红山 後, 홍산 후) 유적에서 유래하였다. 홍산문화는 1906년까지 거슬러 올라간다. 일본의 저명한 인류학자 겸 고고학자인 도리이 류조가 적봉 일대 지표조사를 하던 중 우연찮게 많은 신석기 유적과 돌로 쌓은 묘(적석묘) 등을 발견한 것. 이것이 후대 세계를 놀라게 한 홍산문화 적석총 유적이다. 동북지방과 만주, 한반도 일대에서만 발견되는 무덤 형태였다. 또한 빗살무늬 토기가 발견되었다. 하지만 당대에는 큰 관심을 끌지 못했다.
이후 20세기 초 중국에 온 프랑스 예수회 신부 에밀 리상(Émile Licent·1876~ 1952)도 22곳의 신석기 유적을 발견했지만 류조와 마찬가지로 간단한 글만 남겼다. 그러나 1920년대 미국 하버드대에서 유학 중이던 고고학도 량쓰용(梁思永(Liang Siyong)· 중국 철학자 량치차오의 아들)은 이 글을 놓치지 않았다. 결국 1930년 귀국한 량쓰용은 그해 겨울에 적봉으로 향했다. 중국 중앙연구원 고고분과 담당자로서 내몽골 임서 일대와 헤이룽장 등 동북지방에서 잇따른 신석기 유적 발견을 바탕으로 본격적 발굴작업을 계획한 것이다. 하지만 정세불안과 건강 악화로 발굴이 지연되다 1934년 ‘열하고고보고(熱河考古報告)’로 학계에 첫 보고를 하는 데 만족해야 했다. 보고서엔 “동북 4성(랴오닝·지린·헤이룽장·러허 '열하성' 통폐합된 행정구역으로 현행 허베이성, 랴오닝성 및 내몽골 자치구에 걸치는 교차 지역) 발굴작업을 완성하지 못했지만 절대 잊어선 안 된다”고 썼다.
그러나 실제적인 발굴은 일본 고고학의 아버지인 하마다 고사쿠(濱田耕作, 1881.2.22~1938.7.25)으로 당시의 대규모 발굴단을 끌고 와 발굴을 진행했다. 이렇게 1906년 일본의 고고학자 도리이 류조에 의해 발견되어, 1935년 하마다 코사쿠나 미즈노 세이치(水野清一, 1905.3.24~1971.5.25) 등에 의해 대규모의 조사가 이루어졌다. 전후 각지에서 발굴이 잇달았으며,  채도와 세석기의 특징을 가진 이 문화는 1954년 홍산후를 기념하여 홍산 문화라고 명명되었다.
중화인민공화국은 2002년부터 2005년까지 중화인민공화국이 실시한 통일적 다민족 국가론에 입각한 공정 연구의 일환으로, 2003년 6월부터의 '중화문명탐원공정'(中華文明探源工程)을 통하여 중국은 황하문명보다 빠른 '요하문명(즉, 홍산 문화를 중심으로 한 랴오허 문명)'을 중화문명의 뿌리로 규정하고 있다. 더욱이 2012년 7월 초, 중국사회과학원 고고연구소 내몽고 제1공작대와 아오한치(熬漢旗) 박물관의 합동발굴팀은 중국 네이멍구자치구 츠펑시 오한치의 싱룽고우(興隆溝·흥륭구) 유적 제2지점에서 5300년 전의 것으로 추정되는 ‘도소남신상(陶塑男神像, 흙으로 구운 남신상)’을 발굴하였다. 홍산문화 유적에서 여신상은 발굴된 적이 있지만, 남신상이 발견된 것은 중국 최초이다. 인민일보·CCTV 등 중국 언론들은 “5300년 전의 조상 발견”, “중화조신(中華祖神) 찾았다”는 내용으로 발굴성과를 대대적으로 보도하였다. 이와함께 2004년 11월, 기존의 랴오닝성박물관(遼寧省博物館, 요녕성박물관)을 개축하여 건축면적 2만 8900m2, 12개 전시실에 전람면적 8530m2에 이르는 신관을 개관하였고 2010년 8월 8일, 중국 내몽고 자치구 적봉박물관을 개관하였다. 이같이 중국 내몽고에는 박물관 신축과 개관, 확장이 유행처럼 번지고 있다. 적봉시 인근의 오한기(敖漢旗)·임서(林西)박물관은 신축을 마치고 2010년 후반기에 이전했고 극십극등기(克什克騰旗) 역사박물관과 파림좌기(巴林左旗)의 요상경(遼上京)박물관은 그전에 이미 신축해 개관됐다. 랴오허를 중심으로 발견된 고고학적 성과, 즉 홍산문화를 정점으로 하는 이른바 '요하문명'을 집중 전시하고 있는 것이다.
중국에서는 요하 유역에서 새로운 유적들이 계속 발견됨에 따라 도리이 류조의 처음 발견 당시의 추정보다 연대가 훨씬 오래된 기원전 8000년까지 인상되었다면서, 광의의 홍산 문화에 기원전 8000년경의 신러 문화까지를 포함시켜 '요하 문명'으로 간주하여 홍산 문화가 황하문명의 원류라는 주장도 제기되고 있고 중국 학자 량쓰용(梁思永)은 중국어족과는 다른 랴오허 지역의 사람들이 남하하여 현 쓰촨성 북부의 중국티베트어족을 지배하고 황하문명을 만들었다고 주장한다.
하지만 이같은 중국 정부의 주장은 북경문명의 근원인 요하문명을 중국 문화의 원형으로 삼고자 함인데 이에는 이러한 문화를 형성한 주체가 누구인지에 대한 기술은 철저히 배제되어 있어 셰계사를 다루는 국제적 그룹으로부터 외면당하고 있는 현실이다. 왜냐하면 홍산문화의 주인공이 동이족임은 불문가지인데 이러한 동이족에 대해 한국인의 조상이 아니라는 입장을 가지고 있기 때문이다. 이 같은 주장의 가장 큰 논지는 현대 중국 영토에 존재하는 모든 소수민족의 문화는 그들의 국적이 모두 중국인이므로 이를 중국의 문화라고 할 수밖에 없다는 것이다, 이 같은 중국의 입장은 몽골, 조선민주주의인민공화국, 대한민국 등에 의해서 철저히 무시당하고 있다, 왜냐하면 몽골은 원나라를 세워 중국을 통치했던 민족이고, 남북한은 모두 한민족이라고 하여 중국에서 오래전부터 동이족이라고 불렀던 민족이다. 그런데 몽골족과 한민족은 혈연적 인척 관계에 있어 고대에는 모두 동이족의 범주에 포함되어 었었고 홍산문화는 바로 이런 동이족의 문화 즉 한민족 선조들의 문화임에도 한민족과 같은 종족인 조선족이 소수민족으로 만주에 잔류하고 있다는 이유로 조선족도 중국 국적이므로 조선족의 선조들 역시 중국인이라는 궤변을 주장하고 있기 때문이다. 중국은 더이상 왜곡된 역사 조작으로 자신들의 문화도 아닌 것을 가지고 자신들의 문화라고 하는 것으로 둔갑시키는 그릇된 역사공정을 철폐하여야 한다.

## 상세

### 생활상
훙산 문화에서는 수렵, 채집 중심으로 후기에 기초적인 농작이 보인다. 신석기 시대의 특징을 보인다. 가축을 사육한 축산도 발달하고 있어 돼지나 양이 길러졌다. 한편에서는 수렵이나 채집 등으로 야생 동물을 사냥하거나 야생초를 채집하기도 했다.

### 유적, 유물
이들은 만든 옥들은 최초로 용 모양을 하고 있으며 용 모양의 비취 등의 구슬을 근거로 용(龍)의 기원은 황화문명이 아닌 홍산문명인 것을 알 수 있다. 즉 현재 중국에 연결되는 용 관련 문화나 종교의 존재도 볼 수 있다.
홍산 문화의 주된 유적은 만주 심양 지역의 랴오허 상류의 지류인 황수(潢水) 및 투허(土河) 유역에 퍼져 있다. 발견된 석기는 타제석기, 마제석기, 세석기 등으로 그 대부분은 신석기 시대의 농기구이며, 돌보습(石耜), 돌쟁기(石犁), 돌호미(石鋤) 등의 종류가 많다.
홍산 문화의 도기는 진흙 홍도 및 협사회도(夾沙灰陶) 두 종류로 나눌 수 있다. 빗살무늬 토기가 발견되었고 진흙으로 만들어 붓으로 그림 그린 채도(채문 토기)는 취사나 식사 등에 사용되고, 문양이 새겨진 협사회도는 음식을 담는 곳에 사용되었다. 다른 도기에서는 흉상이 각지에서 출토되고 있다. 홍산 문화에서는 양사오 문화와 같은 채도 문화는 발달하지 않았지만, 룽산 문화의 흑도와 같은 세련된 조형미를 가진다. 또 후기 유적에서는 청동으로 만든 환도도 발견되고 있다.
홍산 문화의 분묘에서는 비취 등의 석재로 동물 등의 형태로 조각한 장식품이 많이 출토되었다. 돼지, 호랑이, 새 외에도 용을 새긴 것도 발견되고 있다. 높은 공예의 수준이 홍산 문화의 큰 특징이 되고 있다. 《저룡(猪龍)》또는 《옥저룡(玉猪龍)》이나 《옥웅룡(玉熊龍)》등으로 불리는 홍산 문화의 옥용(용을 조각한 구슬)의 조형은 단순하며, 용이 원형으로 된 것이 많지만, 후기로 가면서 반용(盤龍), 문용(紋龍) 등의 구별이 분명해진다. 고고학자 중에는 홍산 문화가 이후 중국에서 시작된 용 숭배의 근원이라는 주장이 있다.
주로 저룡(猪龍)이나 옥저룡(玉猪龍)이라고 명명하는 형태의 용을 본뜻 모양을 중국에서 시작된 용 숭배의 근원이라고 보고 있다. 홍산문화에서 적석총(돌무지무덤)과 옥기가 발견되는 것을 근거로 하여, 홍산문화가 적석총이 다수 발견되는 고조선, 고구려, 백제, 신라 등의 문화의 연원이라는 견해가 나오면서 대한민국(大韓民國)과 중국에서 이 지역에 대한 관심이 높아지고 있다.
현재 중국은 홍산문화 유적지가 밀집한 내몽고의 적봉시, 옹우특기, 오한기, 요녕성의 능원시, 건평현 조양시 등의 상징을 몇 해 전부터 홍산문화의 상징인 옥저룡(玉猪龍)ㆍ옥웅룡(玉熊龍)으로 교체했다. 중국 영토에 사는 민족은 중화민족이고 역사도 중국사라는 논리이다. 56개 민족을 하나의 단일한 중화민족으로 묶는 ‘통일적다민족국가론’이론의 바탕이다. ‘하상주단대공정(夏商周斷代工程, 1996~2000)’→‘동북공정(2002~2007)’→‘중화문명탐원공정(2003~ )’→‘국사수정공정(2005~2015)’으로 이어지는 논리의 구조이다.
현재 진행 중인 국사수정공정은 이런 일련의 역사 관련 국가 공정의 완결판인데 지금까지의 연구결과들을 토대로 중국사를 전체적으로 수정하는 것이다. 2005~2007년 기초자료 수집을 마치고 2007년부터 본격 수정을 시작해 2015년 완료를 목표로 중국의 정사(正史)인 25사를 대대적으로 수정해 재편찬하고 있는 것이다.

### 뉘우허량 유적

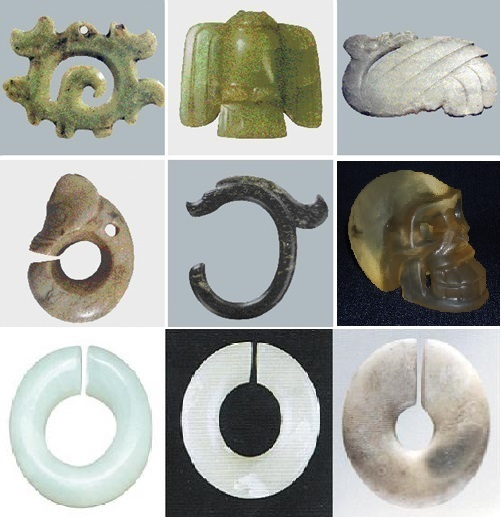
홍산문화(뉘우허량 유적)에서 발견된 다양한 모양의 옥기와 문암리 옥결(오른쪽 하단)

1983년에 랴오닝성 링위안 시에서 젠핑 현에 걸친 넓은 범위에서 발견된 《뉘우허량 유적》(牛河梁遺跡, Niuheliang)에서는 기존의 홍산 문화와 다른 거대한 제사 시설이 발견되었다. 유적은 5km2의 넓은 범위에 돌을 쌓아 만들어진 분묘나 제단이 정연하게 분포하고 있다. 또한 돌 마루와 채색한 벽이 있던 신전이 발견되었고, 눈을 비취로 만든 여성두상 도기가 발견되어 《여신묘》라고 불리게 되었다.
발굴 과정에서 지하 1m에서 제사를 지냈던 장소나 제단, 벽화, 돌무덤(석총) 등이 발견되었다. 여신묘 안에는 사람 세 배 크기의 도제의 상이 줄지어 있었다. 이 상은 신상으로 추측되며, 현재 중국 문화에서는 유례없는 것이다. 뉘우허량에서 발견된 기념비적인 건축물의 존재나 또 여러 가지 토지와 교역의 증거로 인해 이 시기에 선사시대의 수장국인 왕국이 있었다고 추측된다.
여신묘에서는 채도도 발견되었다. 부근에서 60개 이상의 고분도 발굴되었고, 이것들은 돌을 짜서 석실을 만들고 그 위에 조약돌을 씌워 무덤을 만들었다. 그 내부에서 구슬 등의 유물도 발견되었다. 근처의 두 곳의 언덕 위에는 돌무덤이 발견되었고, 그 가까운 곳에서는 석회암을 쌓아 올려 만든 둥근 무덤이나 사각형의 무덤도 있었다. 이러한 고분 중에서는 곰이나 용, 거북이의 조각이 발견되었는데 이러한 유물로 홍산 문화에서는 이미 제물을 바쳤다는 지적이 생겨나고 있다.
양사오 문화 초기 유적에서 발견된 유물에서 알 수 있듯이 홍산 문화의 유적에서도 초기의 풍수의 증거로 여겨지는 것이 발견되고 있다. 뉘우허량 유적 등, 홍산 문화의 제사 유적에 볼 수 있는 원형이나 방형(사각형)은 천단의 우주관이 벌써 존재하고 있었던 것을 시사하고 있다.
1980년 초기, 이전에는 역사기록에 없는 그 누구도 몰랐던 여신묘에서 다량의 옥기가 부장품으로 출토되었다. 또한 중국의 옥기 전문가들은 이곳에서 옥을 자를 때 쓴 도구를 발견했는데, 당시 그 시대와 동일한 조건에서 실험을 해보니 실제 발굴되는 것과 비슷한 1.5cm정도 두께의 옥에 모래나 옥가루를 뿌려가면서 나무 막대기를 돌려서 구멍을 파는데 순수한 작업시간만 31시간이 걸렸다. 홍산문화 유적에서 발견되는 정교한 옥기 하나를 완성하려면 엄청난 인력과 시간이 필요했을 것을 짐작케 하는 내용이다. 이것으로 중국 학자들은 홍산문화 시대에 최소한 몇등급으로 신분이 분화되었다고 주장하는데 홍산문화 시대에 옥기를 만드는 장인집단이 따로 존재했었고, 신분이 분화되었다는 것을 의미해 묘장 마다 크기가 다르고, 매장 방식이 다른 것도 신분 분화의 증거라는 이유다. 여신묘와 한 변이 20~30미터짜리 3층 피라미드식 적석총, 가장 큰 60미터짜리 7층 피라미드식 적석총을 쌓으려면 많은 인원을 필요하므로 중국학계에서는 홍산문화 후기 단계를 초기 국가단계, 초기 문명단계라고 보고 있다. 우하량 제2지점 제단 유적지 안내문에는 ‘약 5500년 전에 이미 국가가 되기 위한 모든 조건을 구비하고 있는 홍산문화유적지’라고 쓰여 있다.
기존의 역사학의 시각에서 보면 국가단계에 진입한다는 가장 유력한 증거는 문자와 청동기였는데 홍산문화 시대에 문자와 청동기가 없는데도 불구하고 초기 국가단계라고 주장하는 것은 여러 형태로 있는 다량의 옥기가 발견됐기 때문이다. 이 뉘우허량 유적의 발견이후 청동기가 없어도 국가의 형성이 가능하다는 것을 보여줘 ‘옥기시대’라는 새로운 개념을 만들었다.
2007년에 대한민국의 전라남도 여수시에서 유사한 옥결이 인골과 함께 발굴되었다. 기존 흥륭와문화 옥결과 똑같은 모양인데 기원전 6천년까지 올라간다고 보고 있는 유적이다. 이러한 가운데 흥륭와문화와 같은 모양의 옥결이 강원도 고성군 죽왕면 문암리유적에서도 나왔다.
강원도 고성군 죽왕면 문암리 문암리유적에서 나온 옥 귀걸이(사적 426호)도 기원전 6,000년 이상으로 연대를 추정하고 있다. 흥륭와에서 나온 옥결이 중국 내에서 어떻게 전파되었는지 연구한 사람이 있다. 홍콩 중문대학의 등총교수라는 세계적인 권위를 인정받는 옥기 전문가의 논문에 의하면 “기원전 6000년께 랴오스(了宁四方）지역 흥륭와문화에서 시작된 옥결은 기원전 5000~4000년께 양쯔강 유역에 전파되고, 기원전 2500년께 중국 광둥성 광저우 근처 주장 유역까지 퍼졌다. 옥결은 기원전 2000년께 더 남쪽인 베트남 북부까지 전파되고 기원전 1000년께 중국 윈난성 일대와 베트남 남부까지 시간 차를 두고 확산되었다.”고 전해진다.
한반도에는 흥륭와 형성시기와 유사한 시기에 옥결이 유입되었을 것으로 추정할 수 있다. 흥륭와 옥의 성분을 분석했더니 직선거리로 400 km 떨어진 랴오닝성의 수암이라는 지역에서 생산된 옥으로 밝혀졌다. 수암에서 조금만 더 가면 압록강이고 두만강쪽으로 동해를 타고 내려오면 문암리로 연결된다. 흥륭와 일대에서 발견되는 빗살무늬토기도 문암리 유적에서 똑같이 나온다. 기원전 6천년에 흥륭와문화 단계에서는 한반도 북부지역과 랴오스, 랴오둥 지역이 하나의 단일 문화권이었다는 이야기다.
흥륭와문화의 가장 놀라운 유물은 치아 수술 흔적이다. 중국, 일본 학자들이 이것을 발굴하고 4년을 고민했다고 한다. 진짜 수술 흔적 같기는 한데, 기원전 6천년 흥륭와문화 시대에 치아 수술을 했다는 것이 도저히 믿을 수 없었기 때문이다. 일본 학자들이 이 유골을 가져가서 4년간 집중연구를 해 2008년 2월 정식으로 기자회견을 했다. 틀림없이 인공적인 치아수술 흔적이라는 것이다. 두개골이 그대로 나왔고, 치아에 뚫린 구멍의 직경이 모두 같고 도구를 이용한 연마흔적도 발견되었다. 현미경 사진을 찍어봤더니 나선형 연마흔적을 발견했고 이것은 인공적인 도구를 사용하여 구멍을 뚫은 것임을 입증하는 것이다. 충치 때문에 생긴 것이 아니라 인공적으로 뚫은 것이다. 그래서 정확한 수술 흔적이라고 보는 것이다. 두개골 수술은 유럽에서 기원전 5천 년으로 추정되는 유물이 발굴되었고, 중국에서도 기원전 2,500년 두개골 수술 흔적이 발견되었지만 이렇게 이른 시기에 치아 수술 흔적이 발견된 것은 흥륭와 유적지가 유일하다.

## 같이 보기
- 요하공정
- 동북공정
- 국사수정공정
- 중국의 신석기 문화 목록
- 싱롱와 문화
- 양사오 문화
- 자오바오거우 문화

## 참고 자료
- 「동이족의 숨겨진 역사와 인류의 미래」, 발해 연안 문명의 유물, 김대선, 카르멘텔스 저, 수선재(2011년, 70~81p)